# Shannon Vreeland
Pour les articles homonymes, voir Vreeland.
Shannon Vreeland, née le 15 novembre 1991 à Saint-Louis, est une nageuse américaine.

## Biographie
Aux Jeux olympiques d'été de 2012, elle a remporté la médaille d'or au relais 4 × 200 mètres en nage libre avec Missy Franklin, Dana Vollmer et Allison Schmitt.
Lors des Mondiaux de Barcelone en 2013, elle est médaillée d'or au relais 4 × 100 mètres nage libre avec Missy Franklin, Natalie Coughlin et Megan Romano, elle remporte également le titre au relais 4 × 200 mètres nage libre avec Katie Ledecky, Karlee Bispo et Missy Franklin, et a participé aux séries du relais américain 4 × 100 mètres quatre nages qui a ensuite gagné la finale.

## Palmarès

### Championnats du monde

#### Grand bassin
- Championnats du monde 2013 à Barcelone :
  -  Médaille d'or du relais 4 × 100 m nage libre
  -  Médaille d'or du relais 4 × 200 m nage libre
  -  Médaille d'or du relais 4 × 100 m quatre nages (participe uniquement aux séries)
- Championnats du monde 2015 à Kazan :
  -  Médaille d'or du relais 4 × 200 m nage libre (participe uniquement aux séries)
  -  Médaille de bronze du relais 4 × 100 m nage libre (participe uniquement aux séries)